# 聖ヒエロニムスの幻視
『聖ヒエロニムスの幻視』（せいヒエロニムスのげんし、伊: Visione di san Girolamo、英: Vision of Saint Jerome）は、1526年から1527年に制作された、イタリアのマニエリスム期の巨匠、パルミジャニーノによる板上の油彩画である。現在、ロンドンのナショナル・ギャラリーに所蔵されている。

## 歴史
本作は、1526年1月3日にローマで、アントニオ・カッチャルピの妻であるマリア・ブフォリーニによって、ラウロのサン・サルヴァトーレ教会の家族礼拝堂を飾るために依頼されたもので、パルミジャニーノがローマで制作した最大の作品であった。契約には、「フランチェスコ・マッゾーラ・デ・パルマ」と、「ピエトロ」（おそらくパルミジャニーノの叔父ピエロ・イラーリオ・マッゾーラ）の名が記載されていた。作品の長い細い形は、三連祭壇画の一部としての元の設置場所に由来している。その両翼パネル（まったく制作されなかった）は、無原罪の御宿り（礼拝堂が捧げられた教義）と聖ヨアキムと聖アンナを表すことになったはずである。本作は、後にチッタ・ディ・カステッロの教区教会に移された。

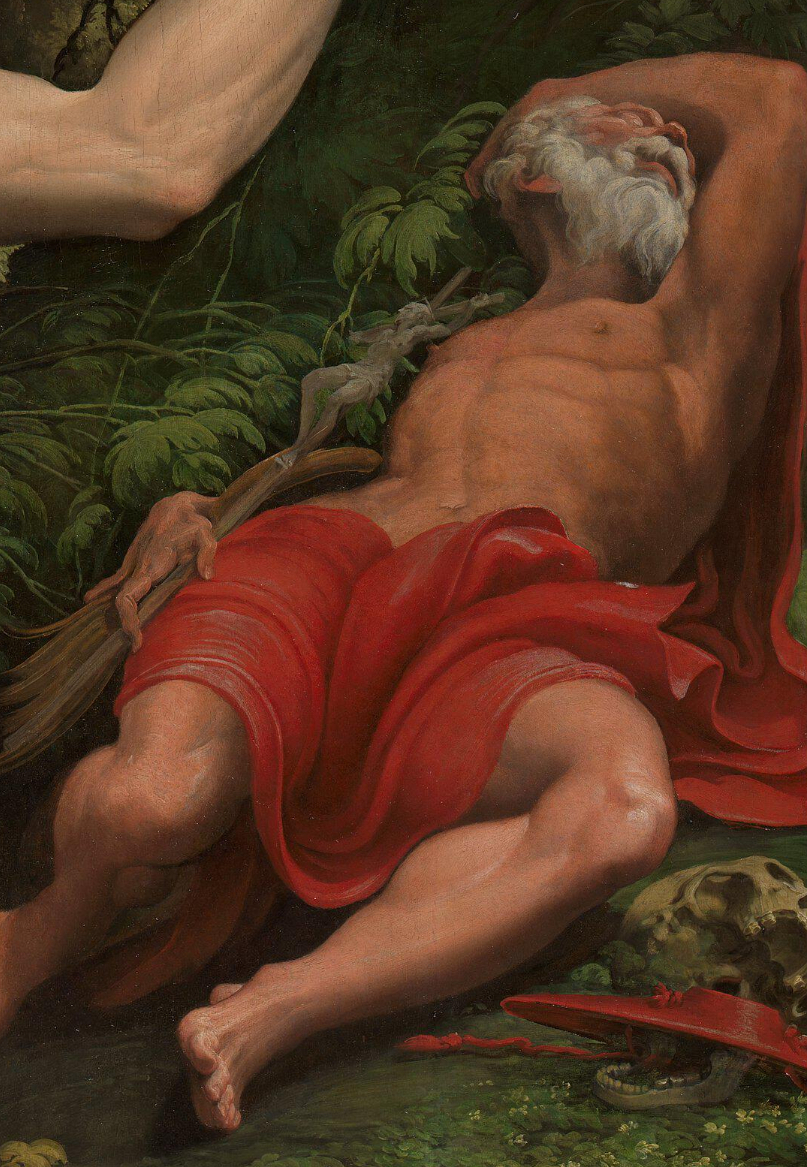
眠っている聖ヒエロニムス （部分）

ルネサンス美術の伝記作家ジョルジョ・ヴァザーリによると、パルミジャニーノはローマ劫掠中にこの絵画に取り組んでおり、都市が神聖ローマ帝国軍によって蹂躙されたときには制作を中断しなくてはならなかった。叔父がローマに留まっている間、画家は身代金を払って逃げることができ、サンタ・マリア・デッラ・パーチェ教会の食堂に作品を隠すことができた。
1558年、ブフォリーニ家は、作品をチッタ・ディ・カステッロのサン・タゴスティーノにある礼拝堂に移すことを決定した。そして、作品は、1790年にイギリスの画家、ジェームズ・ダーノに購入された。イギリスでは、アルベルコン侯爵に1,500ギニーで売却され、その後、数々の所有者を経た後、絵画は1826年にロンドンのナショナル・ギャラリーに売却された。
コンデ美術館、大英博物館、その他の美術館には、合計約20点の準備素描がある。 パルマ国立美術館にある素描は、水平方向の構図であるが、最終バージョンで本作により類似したものとなっている。

## 概要
ラファエロの『フォリーニョの聖母』 (ヴァチカン美術館）は、画面を上下に二分する着想、聖ヨハネの身振り、開いた天の表現においてパルミジャニーノにヒントを与たたであろう。絵画は、二つの物語の部分に分けられる。聖ヒエロニムスが十字架の近くで眠りながら（聖人の伝統的なシンボル、頭蓋骨の近くに見える枢機卿の帽子がある）、長い十字架と、腰帯に結びつけられている洗礼用の盥によって識別される洗礼者聖ヨハネの幻視を見ている。聖ヨハネは、聖母マリアの脚の間の上部に表され、背後に輝く背景がある幼子イエス・キリストを指し示している。
パルミジャニーノの細部へのこだわりは、聖ヨハネの葦の十字架、聖ヨハネの斑点のある肌、眠っている聖ヒエロニムスの近くの下草、聖マリアの衣服の光沢に見て取れる。聖母マリアの衣服は、おそらくパルミジャニーノが旅行中に見た古典的な彫刻に触発されたものである。
聖母子のタイプとポーズはミケランジェロに基づくが、その厳しさはラファエロ的な優美さでやわらげられている。聖ヨハネの上げられた右腕と上向きの人差し指は、レオナルド・ダ・ヴィンチの絵画、『洗礼者聖ヨハネ』彷彿とさせる。
祭壇画としての本作の設置場所について、パルミジャニーノは細かく指示されていたに違いない。その一つとして祭壇右の高窓から自然光が入ることも含まれていたはずである。イタリアの伝統にしたがい、パルミジャニーノは現実の光の効果を絵画に描いた光で再現している。第二の超自然的な光が聖母に「太陽をまとわせて」おり、聖母の足元には月も現れている。光は洗礼者ヨハネの十字架や左肩、左足を、さらに徹夜の祈りで力尽き横たわる聖ヒエロニムスを照らしている。